# هوانگ منگکای
هوانگ مِنگکای (انگلیسی: Huang Mengkai؛ زادهٔ ۶ سپتامبر ۱۹۹۷) شمشیرباز اهل چین است. وی در بازی‌های المپیک تابستانی ۲۰۲۰ شرکت کرده‌است.